# Riagria xylinoides
Riagria xylinoides là một loài bướm đêm trong họ Noctuidae.